# 高野孟矩

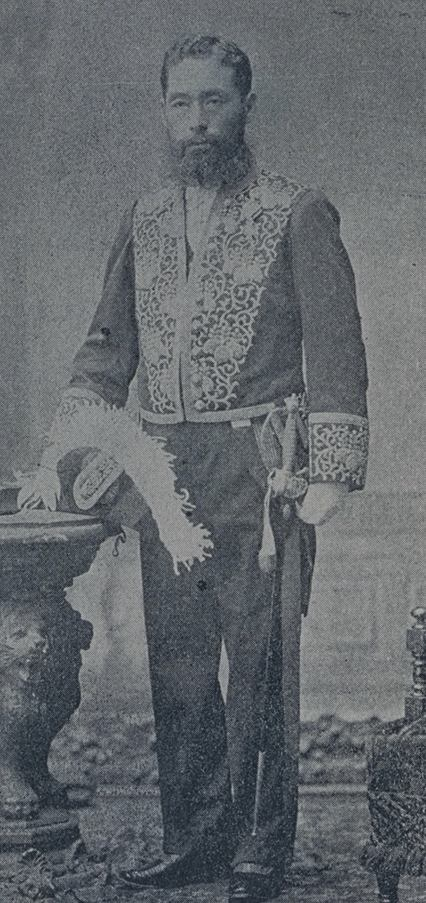
高野孟矩

高野孟矩（たかのたけのり，1854年—1919年），本籍日本福島縣，日本明治、大正時代的司法人員，本為明治維新司法大臣大木喬任秘書，28歲即轉任檢事，1891年任札幌地方法院院長，1894年任新潟地方法院院長，1896年於台灣擔任第一任的高等法院院長。
1897年，因為糾舉貪污事件，高野孟矩遭台灣總督乃木希典免職並驅離，是為高野孟矩事件，之後，他轉任學術界，並致力倡導三權分立與司法獨立的法界研究。